# 5578 Takakura
Az 5578 Takakura (ideiglenes jelöléssel 1987 BC) a Naprendszer kisbolygóövében található aszteroida. Nídzsima Cuneo és Urata Takesi fedezte fel 1987. január 28-án.